# Márokföld
Márokföld là một thị trấn thuộc hạt Zala, Hungary. Thị trấn này có diện tích 7,44 km², dân số năm 2010 là 41 người, mật độ 6 người/km².